# Musée archéologique national des Marches
Pour les articles homonymes, voir Musée archéologique national.
Le musée archéologique national des Marches (en italien : Museo archeologico nazionale delle Marche) est situé à Ancône, au sein du palazzo Ferretti. Il documente la préhistoire et la protohistoire du territoire des Marches, il possède ainsi de riches collections relatives aux civilisations grecque, romaine et à la culture des Gaulois senones. Les expositions sur les Picéniens forment la collection existante la plus complète ; de par la richesse de ses collections, le musée est l'un des plus importants musées archéologiques en Italie.

## Histoire du musée

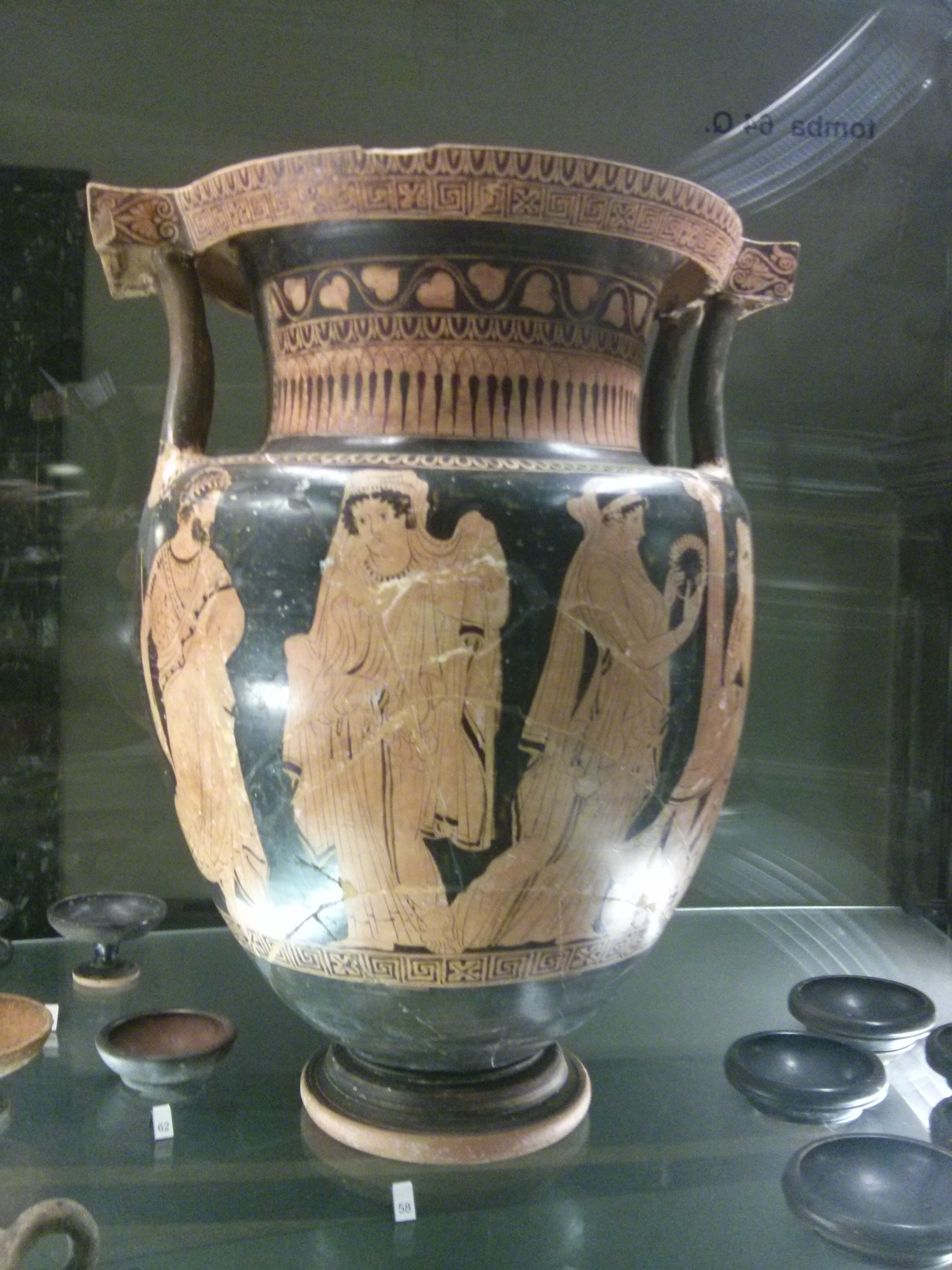
Cratère à figures rouges visible au musée

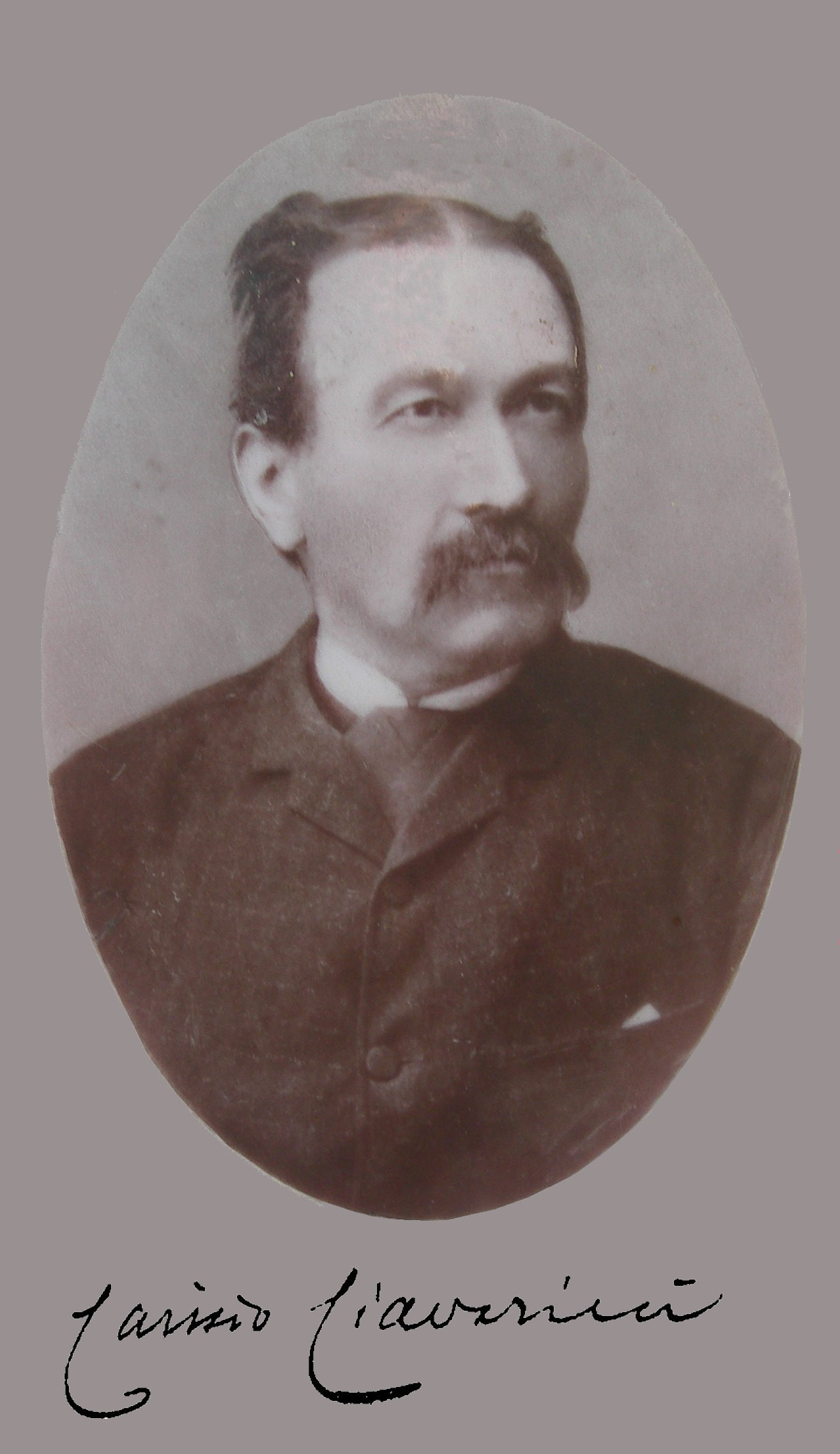
Carisio Ciavarini

### Mise en place de l'institution et premiers développements
Le musée, sous le nom de Gabinetto paleoetnografico ed archeologico delle Marche (« Cabinet paléoethnographique et archéologique des Marches »), a été institué en 1863 par la Commission Royale de conservation des Marches.
Ensuite, les collections archéologiques ont été étendues par Carisio Ciavarini (it) (1837-1905), et placées dans le bâtiment de l'école technique royale, via San Martino , où le musée a été installé de 1868 à 1877. Il a ensuite été transféré au Palazzo degli Anziani (it) et de là, en 1884, dans l'ancien couvent San Domenico. Il a été transféré la fois suivante, en 1898, dans les salles les plus spacieuses de l'ancienne Église des Saints Pellegrino et Teresa (it) (le Couvent des Carmes d'Ancône), dans la via Duomo.

### Musée National
En 1906, grâce à la richesse et à la représentativité de ses collections, l'institution a obtenu la reconnaissance de l'État et modifie son intitulé en Musée Archéologique National des Marches. La reconnaissance de l'intérêt national ne doit pas être sous-estimée, à l'époque il n'y avait que neuf musées archéologiques italiens nationaux (trois à Rome, ceux de Naples, Florence, Cagliari, Tarente, Parme et le Musée Concordiense de Portogruaro). Avec le musée d'Ancône et de la Matera (le Musée archéologique national Domenico Ridola (it) ouvert en 1908), les musées archéologiques nationaux sont devenus onze jusqu'après la Seconde Guerre mondiale.

### Au couvent de San Francesco alle Scale
Le musée est resté au couvent des Carmes jusqu'en 1923, quand il a été déplacé dans les chambres spacieuses du couvent de San Francesco alle Scale et inauguré le 9 octobre devant le roi Victor-Emmanuel III,. Selon les critères de l'époque, les cloîtres ont été transformés en jardins fleuris et les meubles ont été faits par des ébénistes qualifiés. Il y avait alors trois sections : préhistorique, picènienne et gauloise, et des secteurs spécifiques ont été consacrées à la collection de pièces de monnaie et aux riches collections de la nécropole picénienne de Numana et de la ville gréco-romaine d'Ancône.
Durant la Seconde Guerre mondiale, le 1er novembre 1943, le bâtiment a été fortement endommagé par les bombardements, causant des dommages aux collections qui, de manière inconsidérée, n'avaient pas été envoyés dans les magasins mis en place par le surintendant Pasquale Rotondi (it) (1909-1991) à Sassocorvaro. La réouverture après la guerre ne fut donc pas immédiatement possible.

### Au Palazzo Ferretti
La réouverture du Musée archéologique national des Marches a dû attendre 1958, quand il a été transféré dans le prestigieux Palazzo Ferretti. Le fort tremblement de terre qui a frappé Ancône en 1972 a obligé l'institution à une nouvelle fermeture, qui a duré jusqu'en 1988. Depuis cette date, le musée a rouvert ses sections progressivement, à partir des sections préhistoire et protohistoire, pour continuer avec celles de l'âge du cuivre et de l'âge du bronze, hellénistique et enfin (partiellement) la section romaine. En 2015, doivent encore être rouvertes la section concernant le haut Moyen Âge et la riche collection numismatique. La réouverture de la section romaine doit également être complétée.
La collection des bronzes dorés de Pergola
Cette collection comprend quatre œuvres en bronze doré dont un cavalier, un équidé, une femme et le bas d'une sculpture laissant apparaître les plis d'une toge. Certaines portions de ces artefacts sont manquant, cependant l'ensemble des quatre pièces présente un bon état de conservation,,.

Bronzes dorés de Cartoceto di Pergola
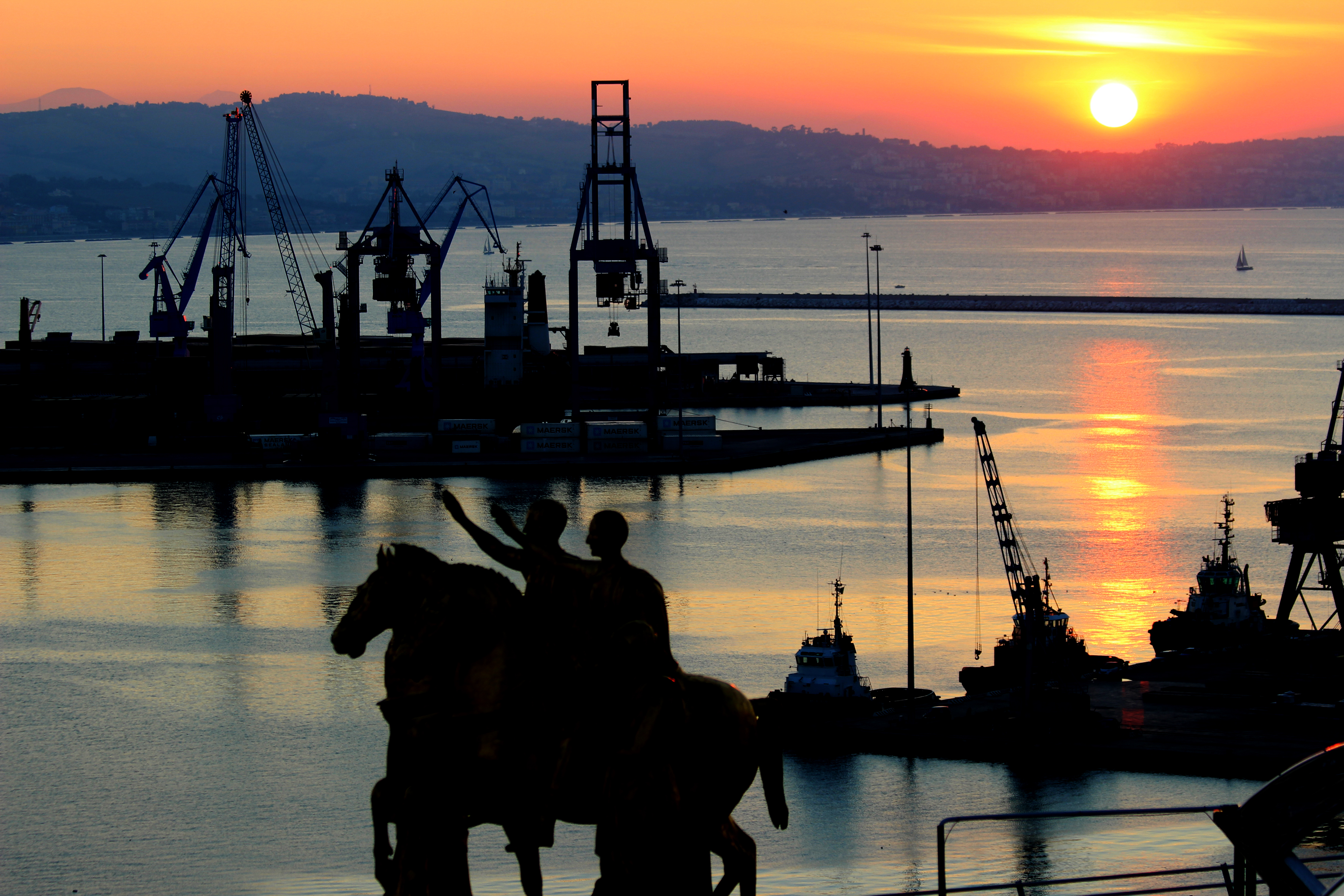
Acheminement des bronzes de Pergola
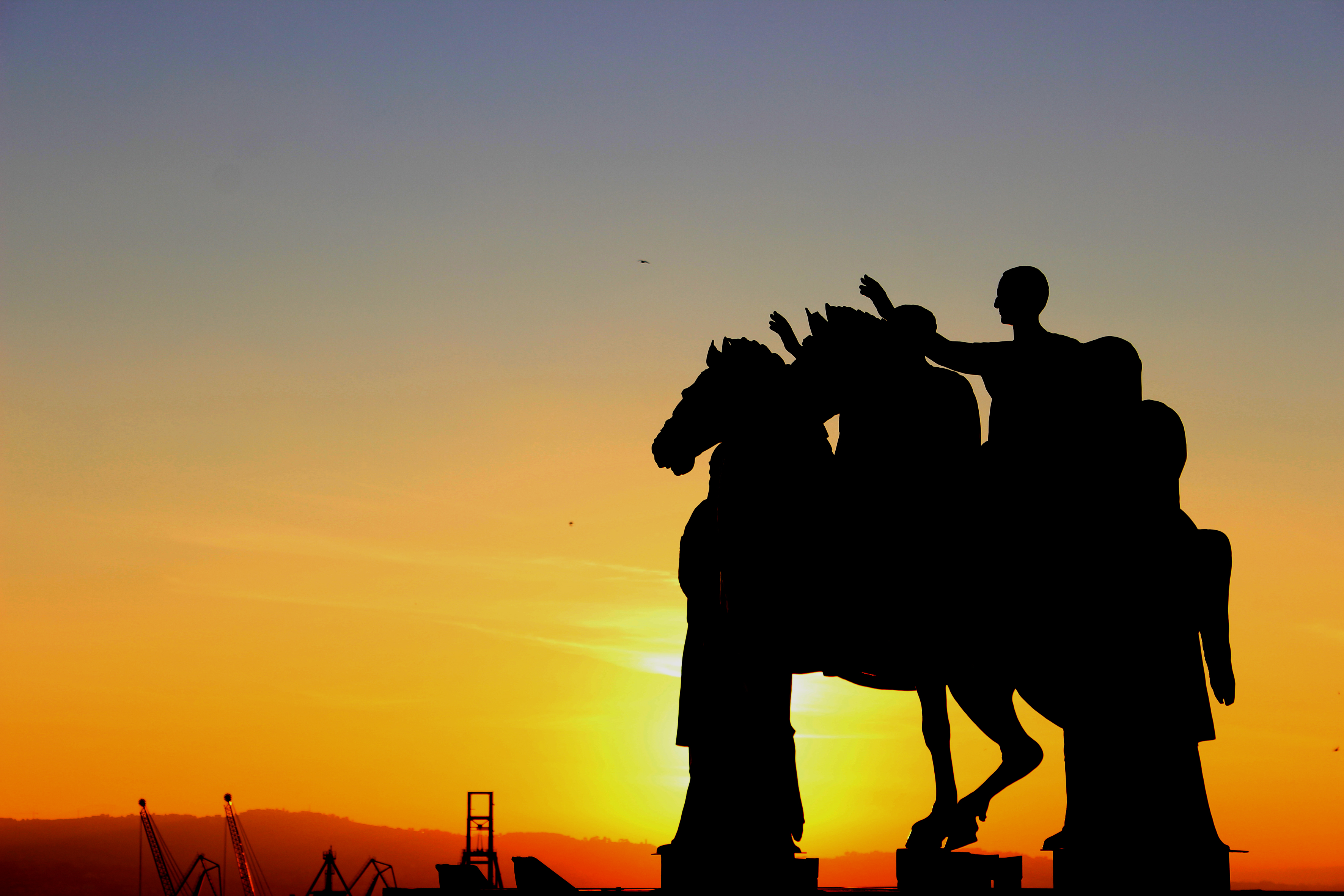
Id.
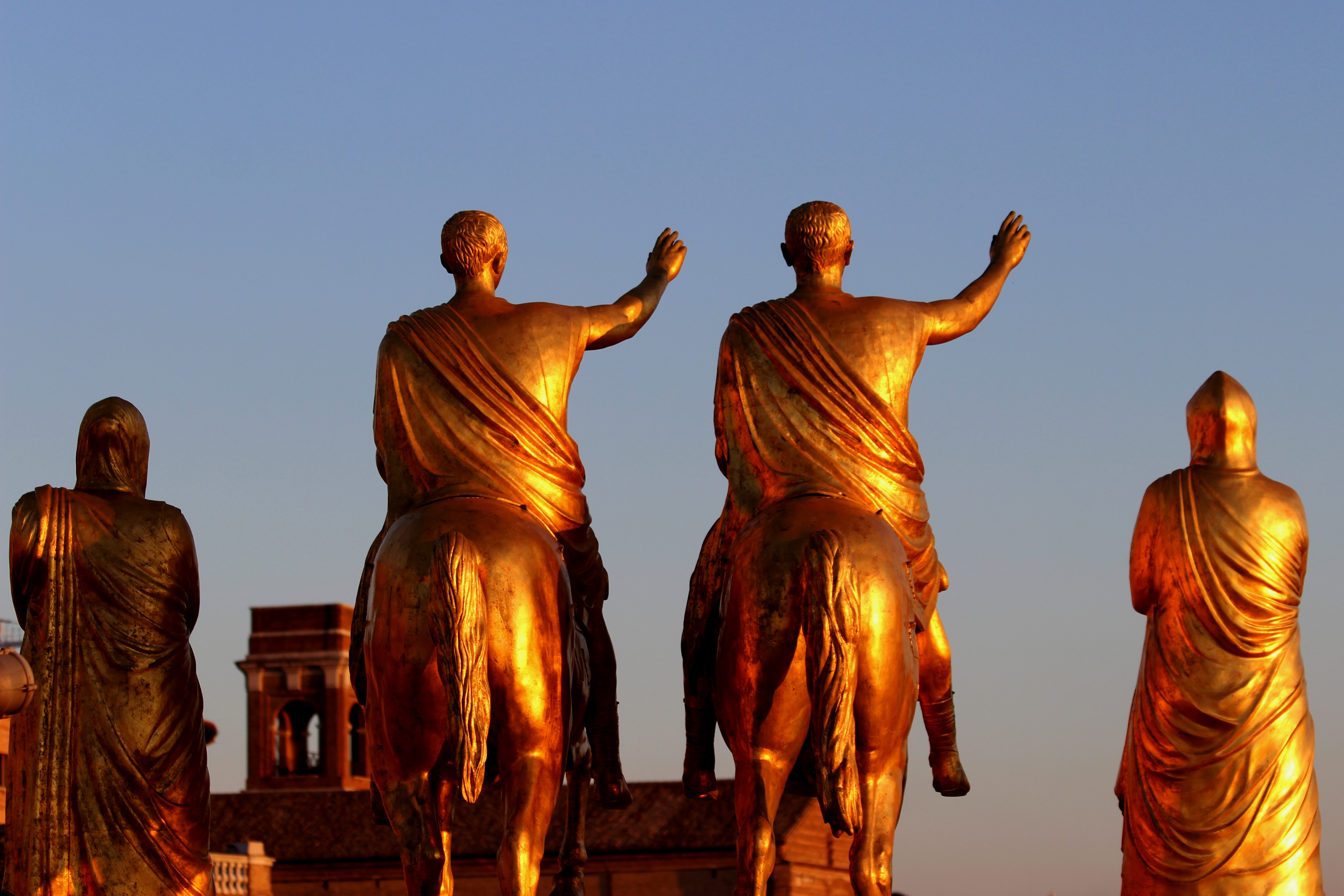
Id.
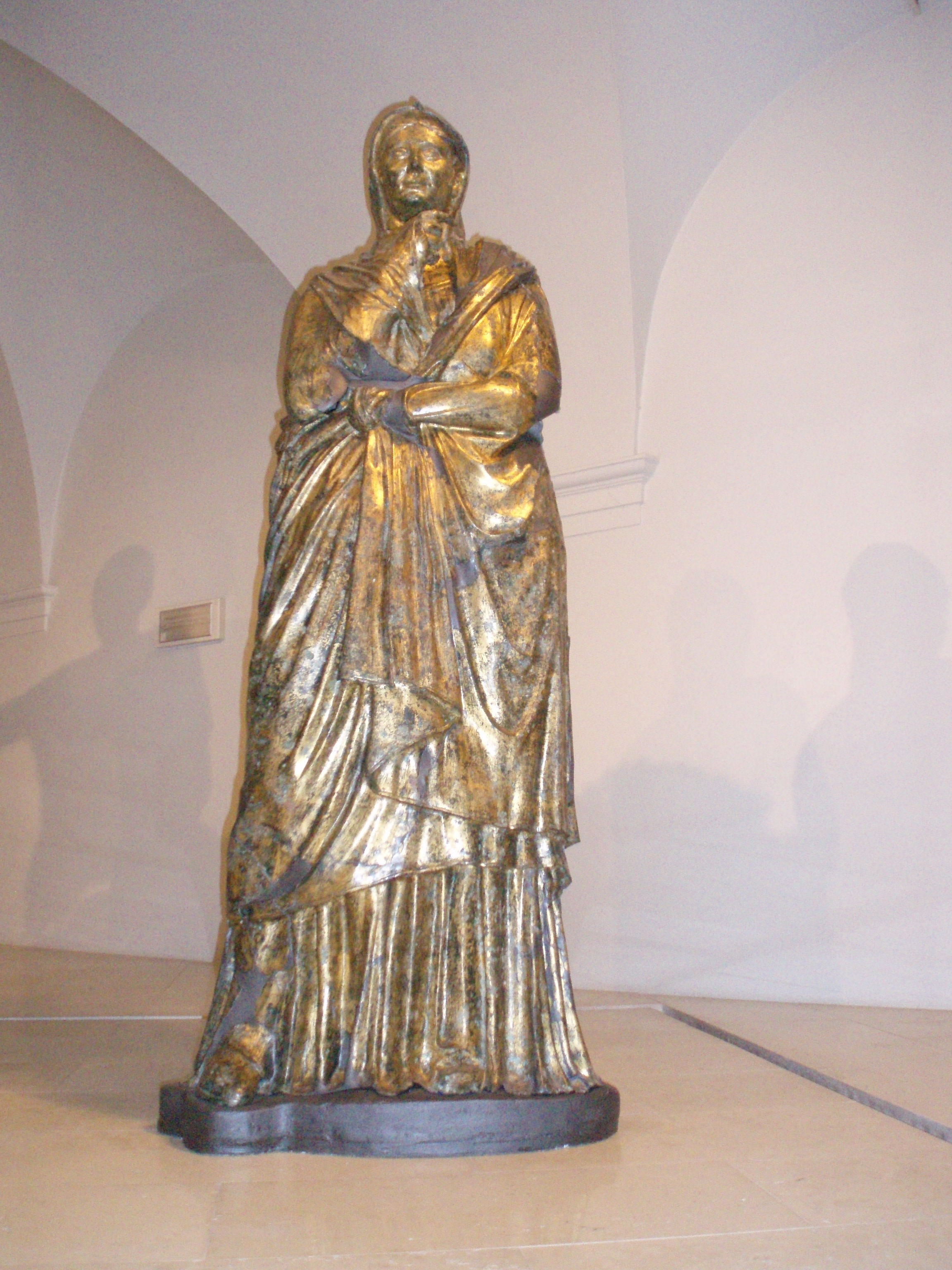
L'un des Bronzes dorés de Cartoceto di Pergola[Note 3],[Note 4]
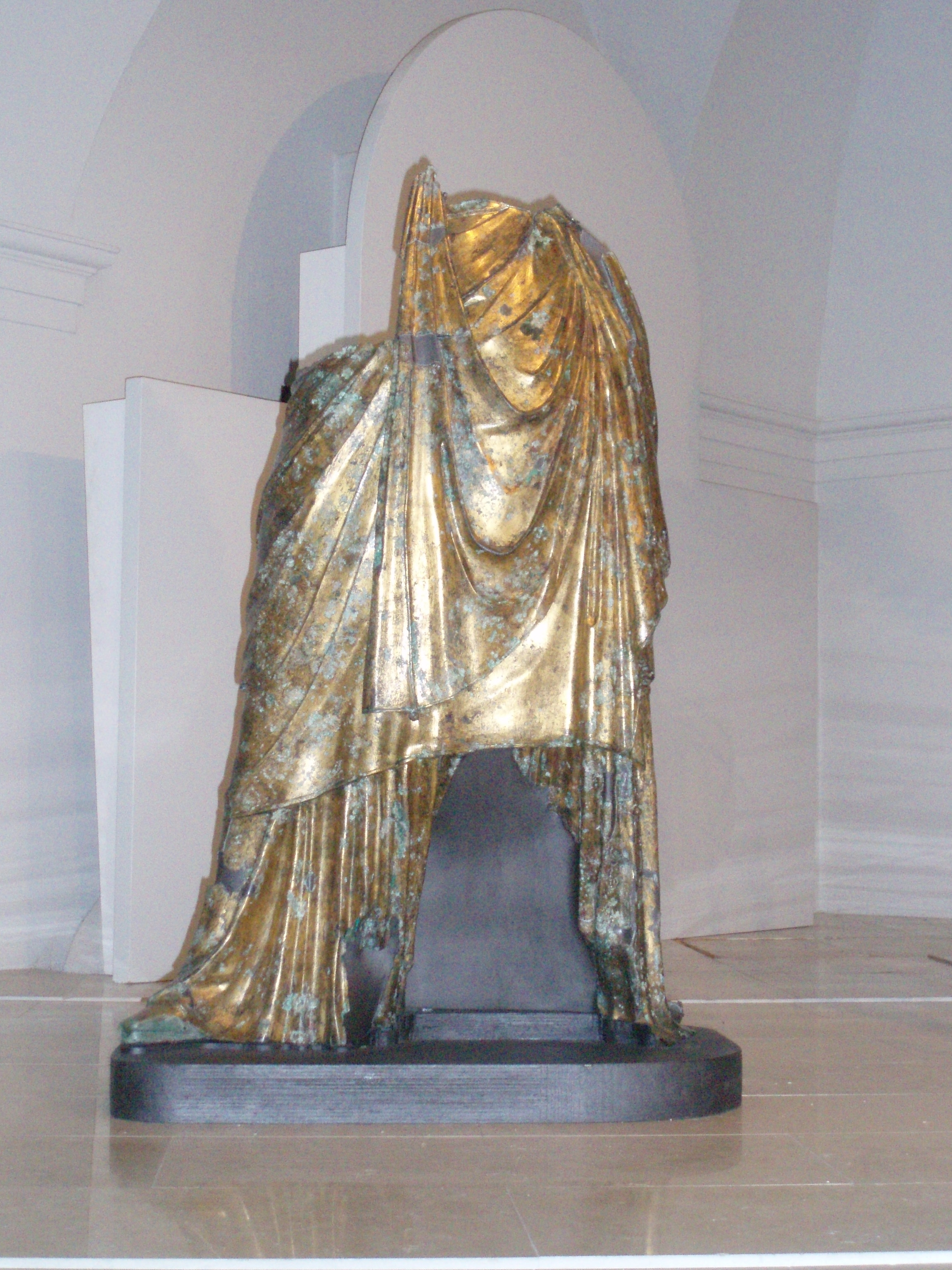
Id
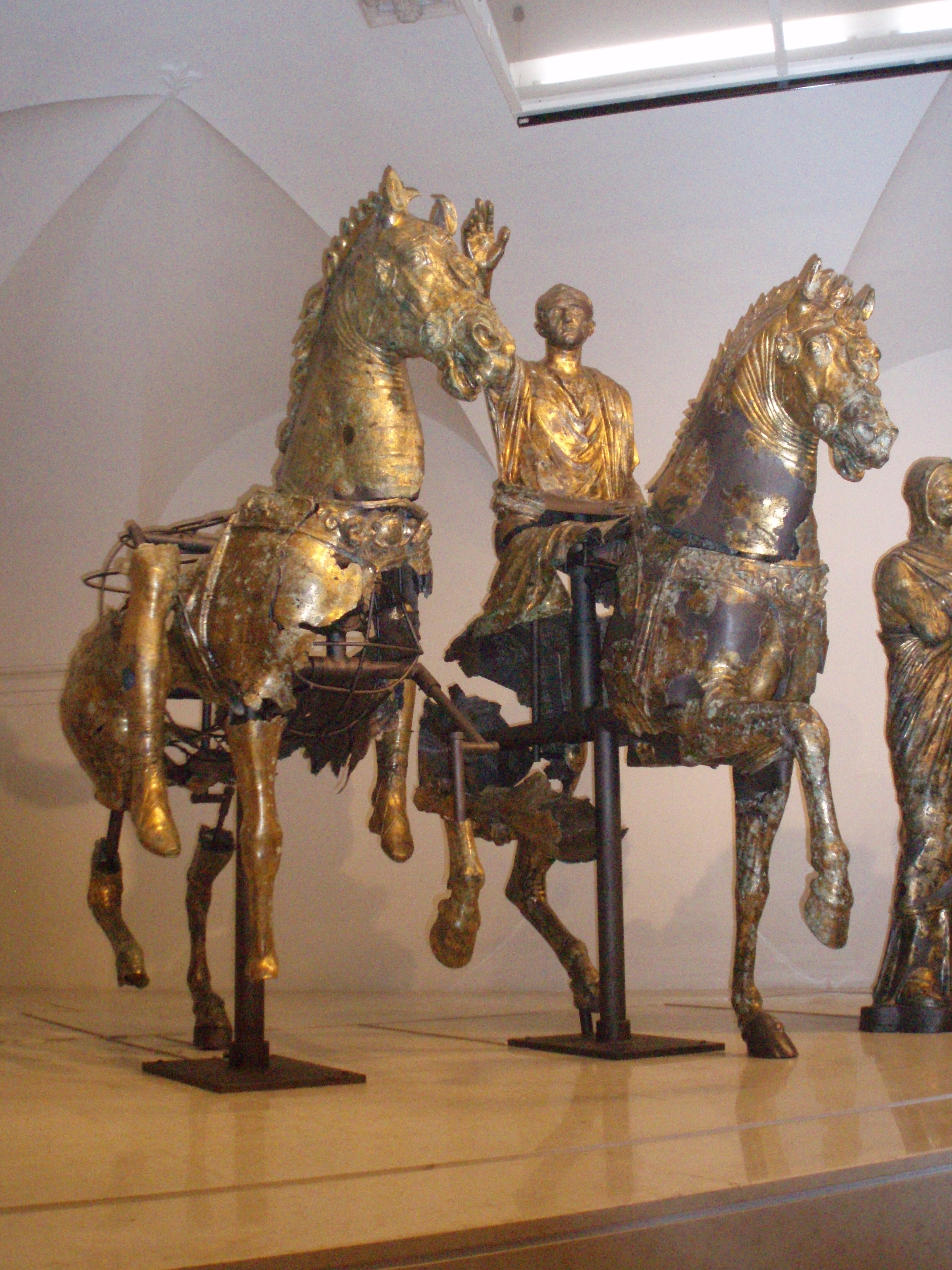
Id.
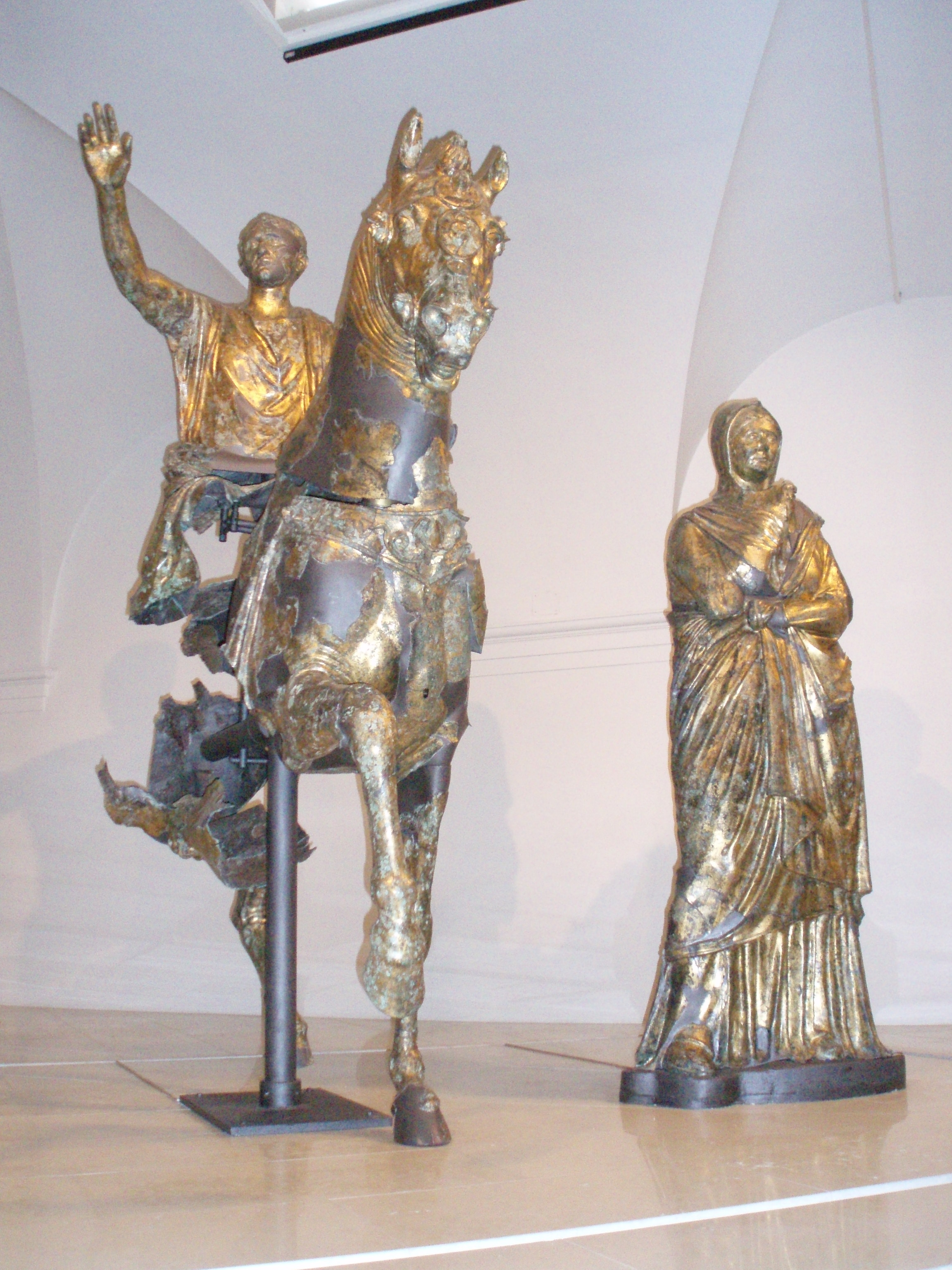
Id.
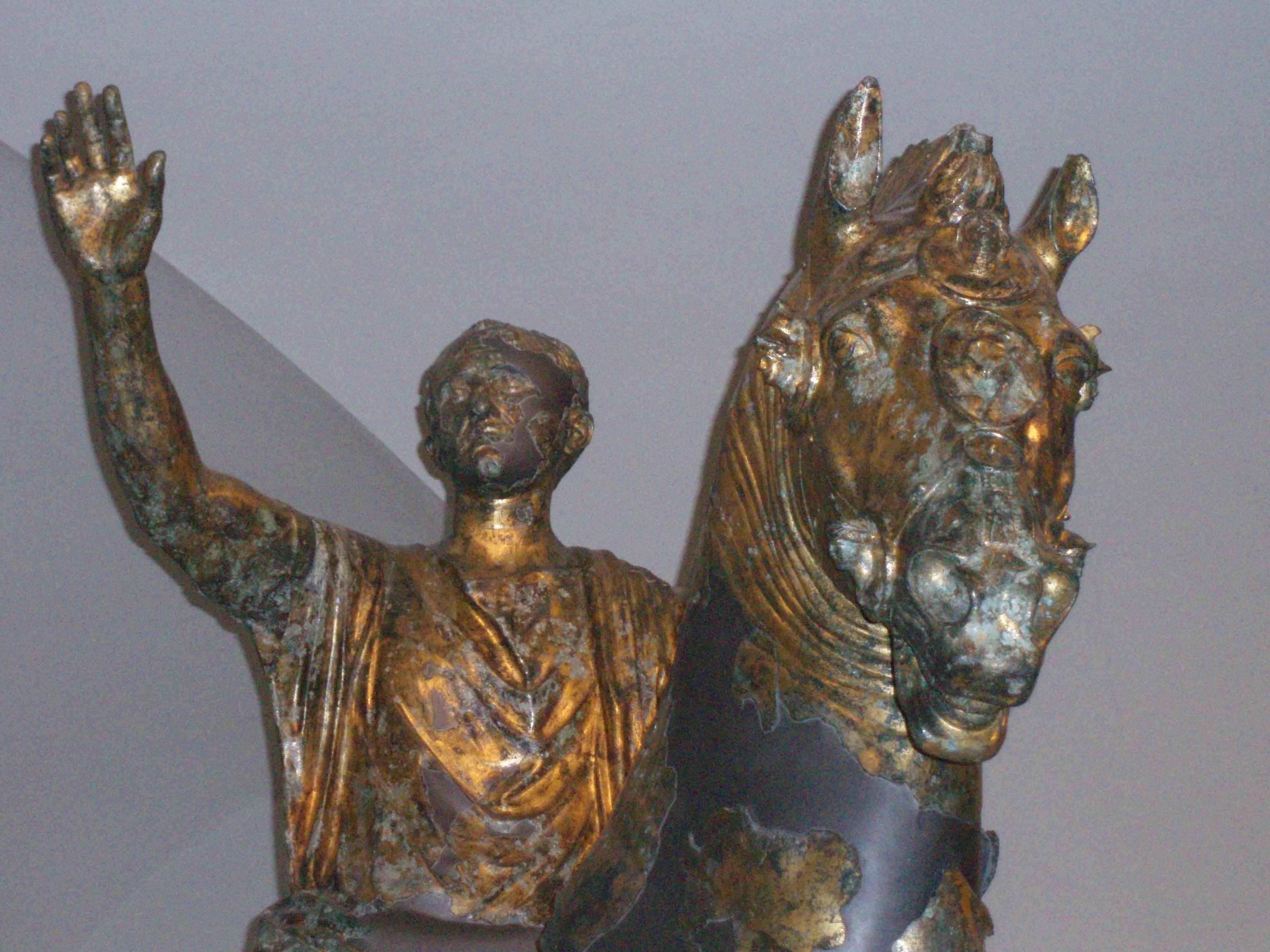
Ici : détails du cavalier.
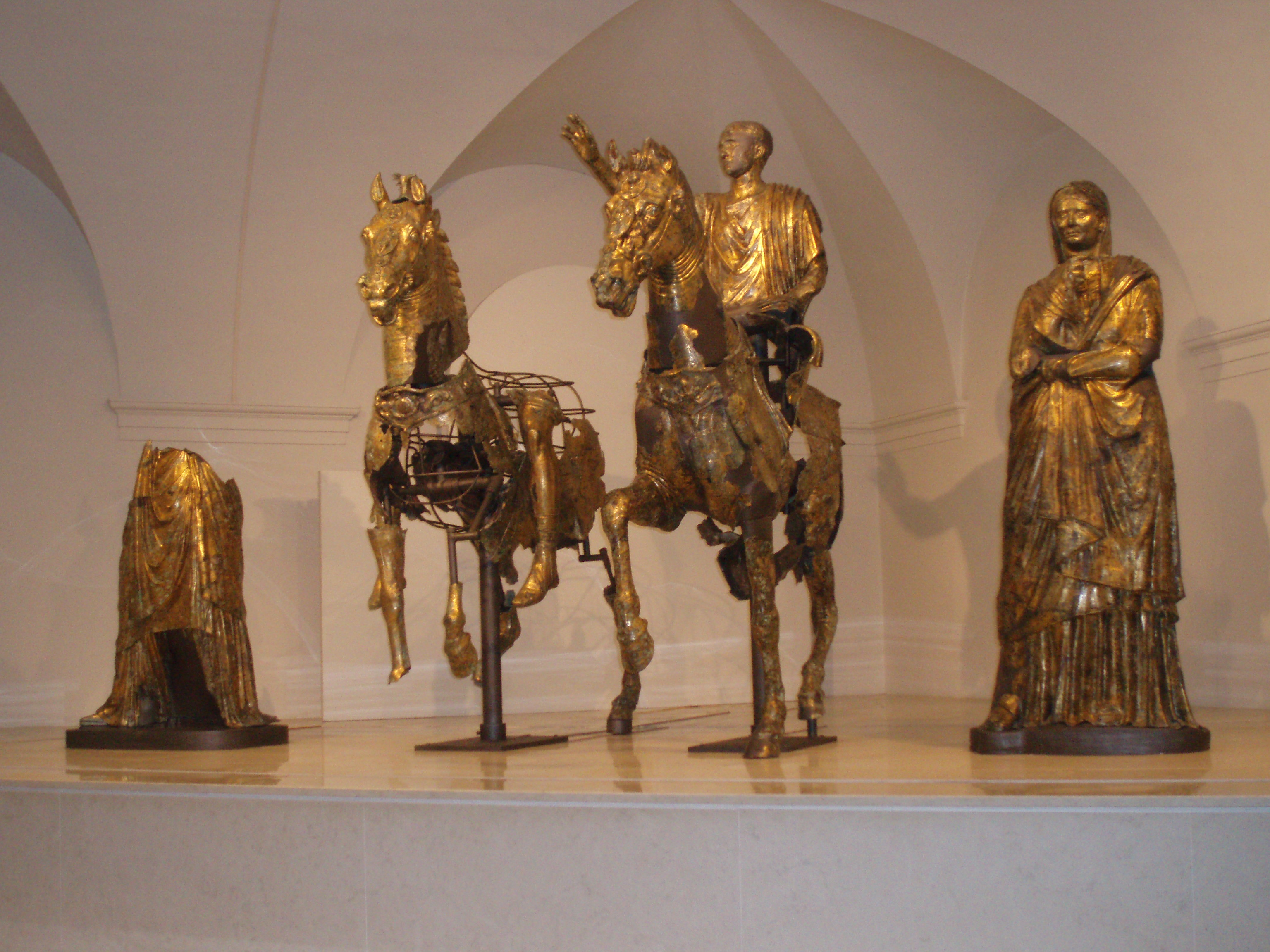
Vue d'ensemble de la collection
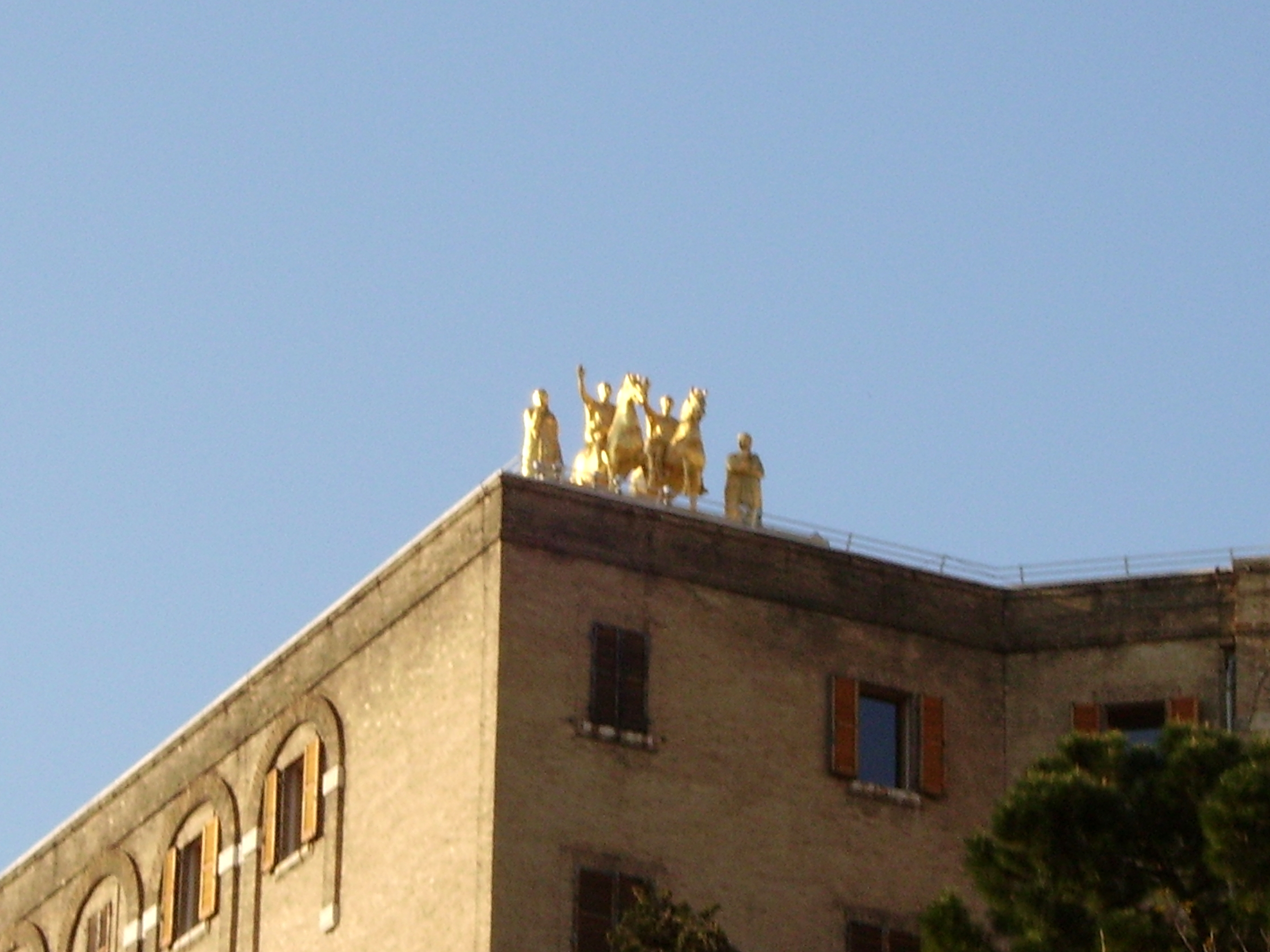
Les bronzes de Pergola sur le toit du

## Le rôle du musée pour la protection du patrimoine archéologique régional
Le musée s'est toujours investi dans la lutte contre le trafic d'objets de collection à l'étranger, comme dans toute l'Italie, plus particulièrement naturellement sur le territoire des Marches.
La récupération des bronzes dorés de Cartoceto di Pergola en 1946 en est un parfait exemple. À la suite du signalement du chanoine Giovanni Vernarecci, et en dépit des difficultés découlant des bombardements qui avaient ruiné le musée, Nereo Alfieri, inspecteur de la "Soprintendenza alle antichità delle Marche" s'est rendu sur les lieux de la découverte de fragments de bronze doré et en a pris possession au nom de l'État alors que le propriétaire était parti à Rome en urgence, dans l'intention de contacter le marché clandestin des antiquités. L'employé a ensuite fait en sorte de prendre livraison des autres fragments du groupe sculpté que leur propriétaire avait préalablement dissimulé. Dès qu'il le fut possible, à partir de 1959, le Musée put ainsi montrer au public le célèbre groupe de statues,.

## Les Collections

### Section Préhistoire et âge du bronze
La section Préhistoire comprend quatre secteurs, dédiés au paléolithique, au néolithique, au chalcolithique et à l'âge du bronze.
La collection des bronzes de Luristanie
En 1983, un imposant gisement a été dégagé lors d'une exploration archéologique au Sud de la région des Marches. Ces objets, exhumés par l'archéologue italien Giuliano de Marinis, sont pour la plupart constitués de bronze, hormis quelques-uns, des épées, confectionnés en fer. L'essentiel du gisement est composé de figurines de formes zoomorphes ou anthropomorphes, ainsi d'ustensiles domestiques, tels que des cruches, des chaudrons, des gobelets ou encore des louches. Au nombre de 55, ces artéfacts sont identifiés comme appartenant à la civilisation Kassite de Luristanie,. Ce dépôt est attribué pour une période allant du IIIe au Ier millénaire av. J.-C.. Les vestiges antiques sont dans un premier temps acheminés au Musée archéologique national de Florence afin d'y être restaurés. Ils sont ultérieurement transférés au Musée archéologique d'Ancône pour y être répertoriés, conservés et enfin exposés.

### Section Protohistoire et âge du fer
La section décrit les civilisations protohistoriques qui ont affecté les Marches pendant l'Âge du Fer : la civilisation Picenienne, réparties dans toute la région du IXe  au  IIIe siècle av. J.-C. et celle des Gaulois, qui ont envahi le territoire nord-picenien au cours du IVe siècle av. J.-C.

#### Section villanovienne et étrusque
Collection villanovienne et étrusque

Collection villanovienne et étrusque
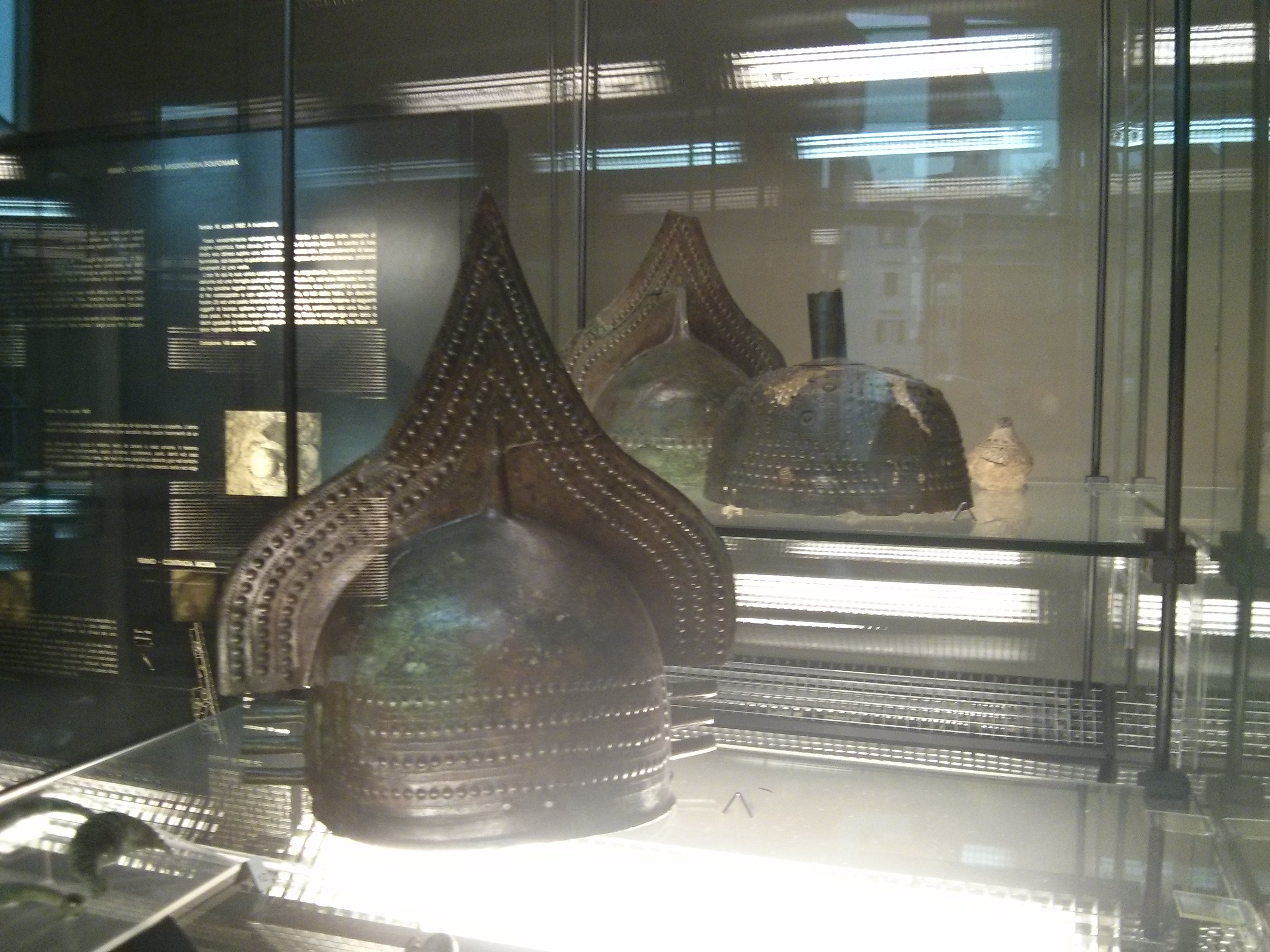
Heaume à crête étrusque d'époque villanovienne.
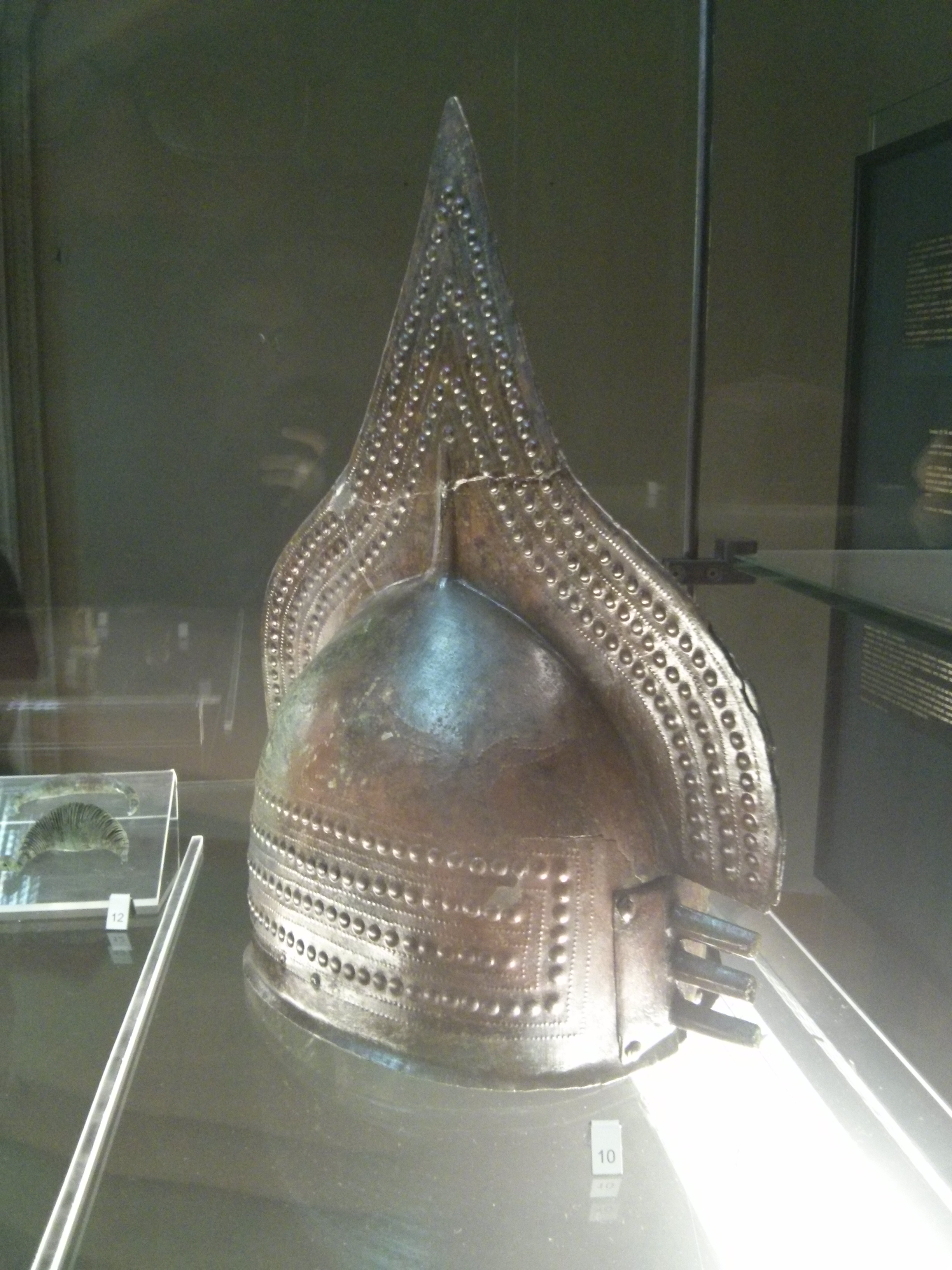
Id.
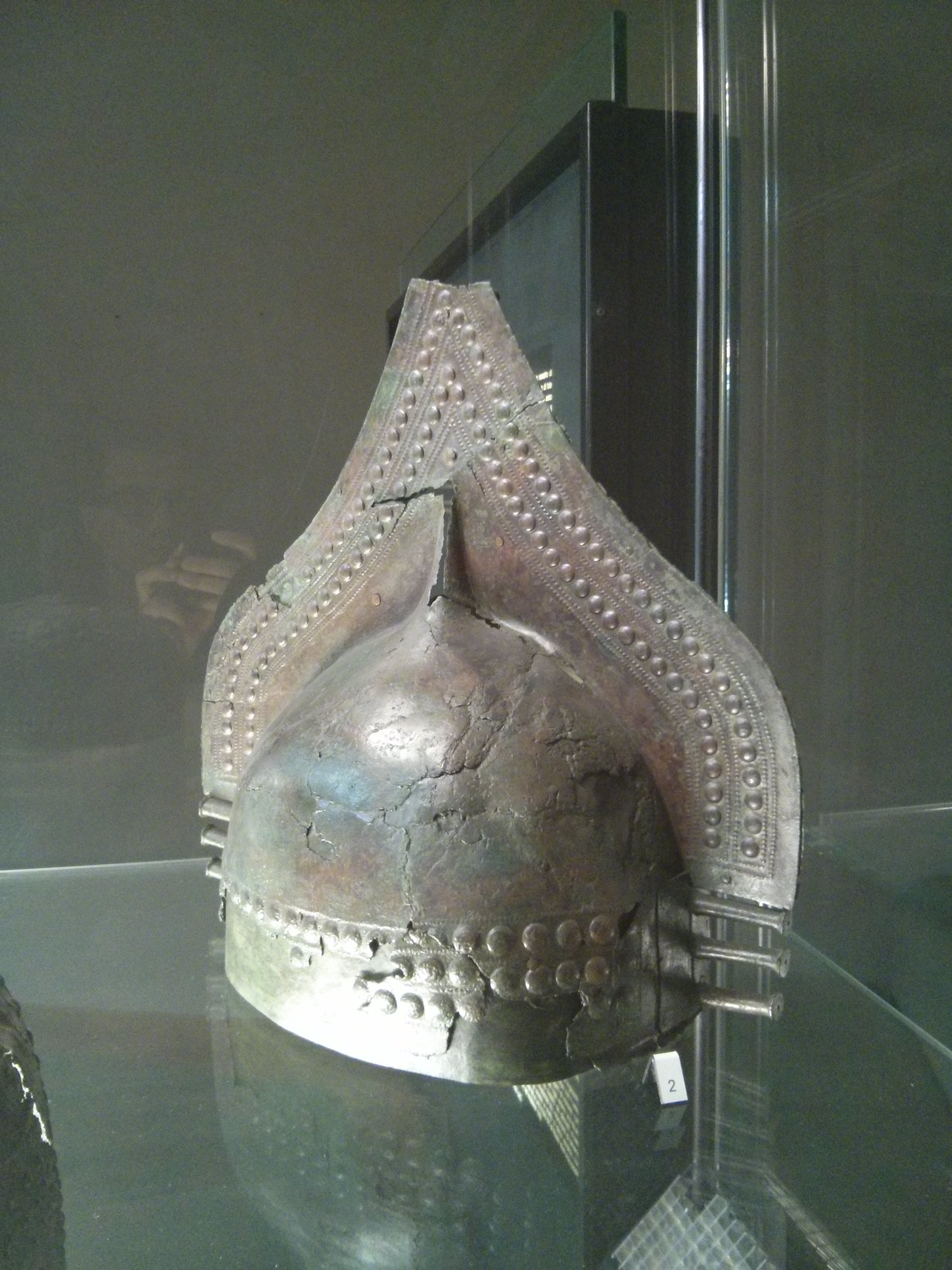
Id.
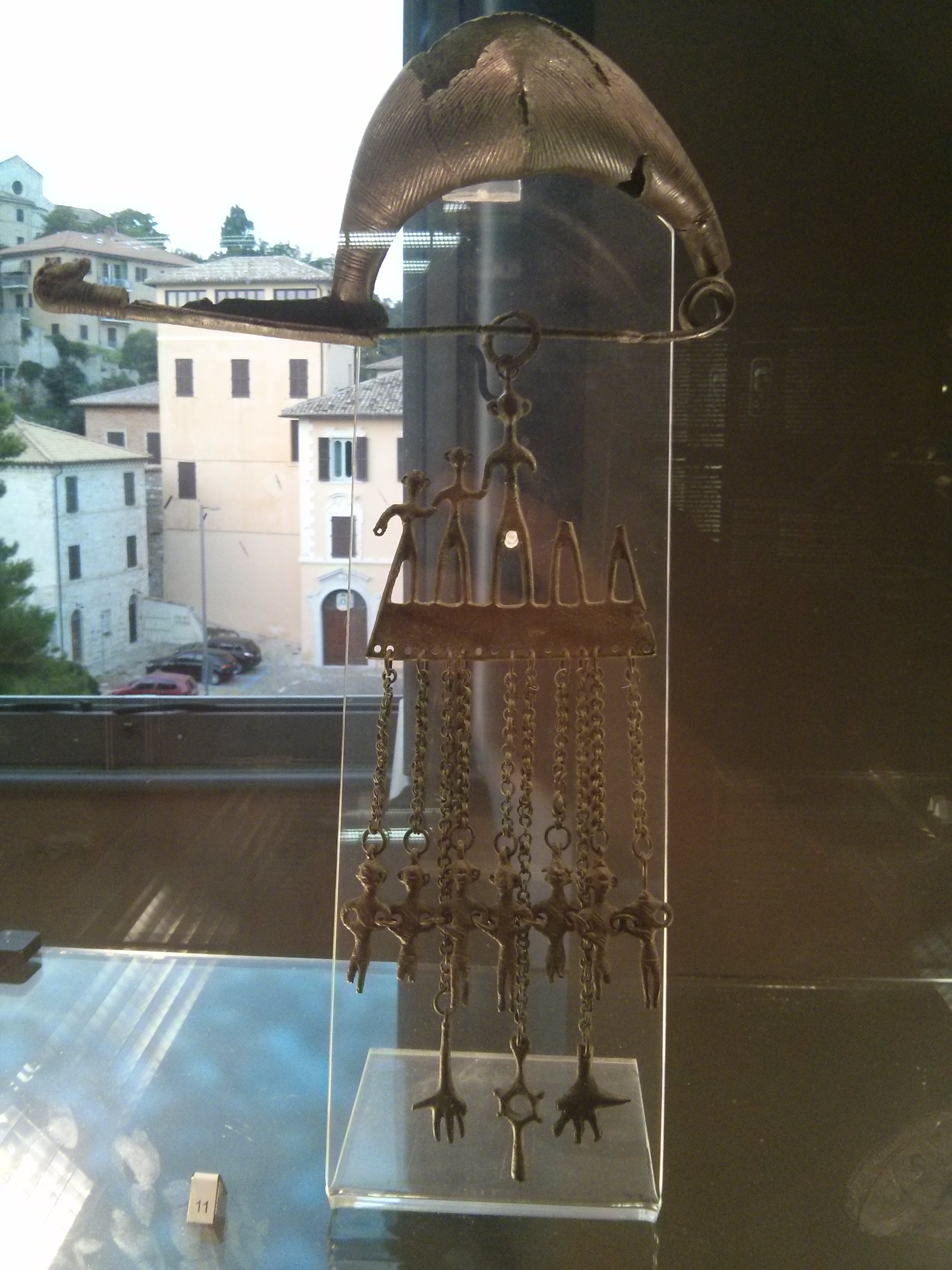
Fibule en bronze laminé et pendeloque.